# Miroslav Navrátil (Designer)
Miroslav Navrátil (geboren am 23. August 1913 in Boršice; gestorben am 14. April 1999 in Brno) war ein Designer. Er zählte in der Tschechoslowakei zu den bekanntesten Formgestaltern. 

## Leben

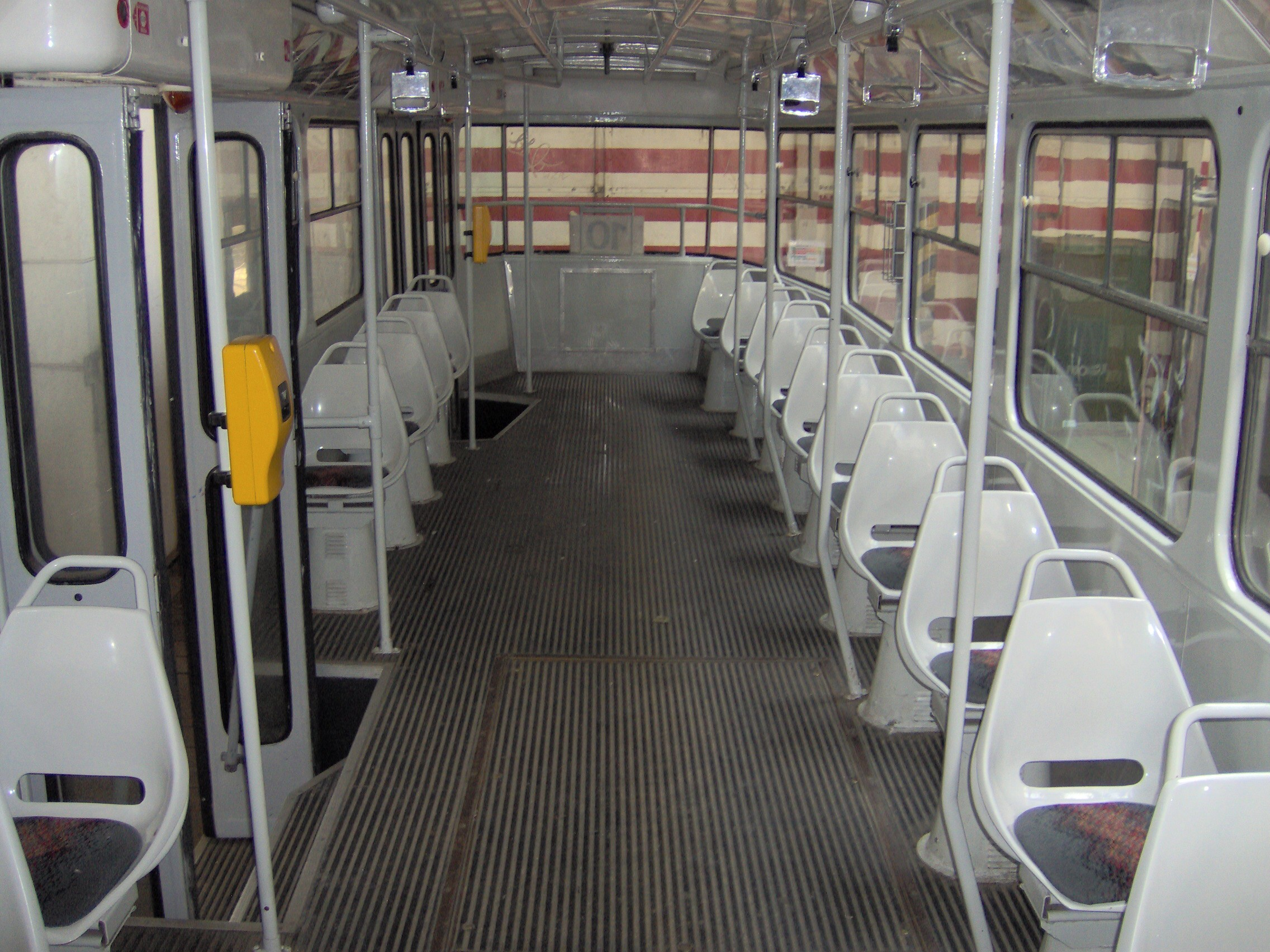
Sitze nach dem Entwurf von Miroslav Navrátil in einem Straßenbahnwagen vom Typ Tatra T3 in Brno

Navrátil wurde 1913 im mährischen Boršice in der Nähe von Zlín geboren. Von 1927 bis 1930 besuchte er eine Meisterschule für Möbel in Valašské Meziříčí, anschließend bis 1935 die Tschechische Staatliche Industrieschule in Brno. In Brno studierte er zudem Geschichte an der dortigen Masaryk-Universität.
In den 1950er Jahren wurde er Mitglied des staatlichen Designstudios für die Entwicklung der Möbelindustrie (Vývoj nábytkářského průmyslu ) in Brno. Dieses Studio belieferte die tschechoslowakische Möbelindustrie mit Entwürfen und Designs. Navrátil entwarf vor allem Sessel und Stühle, dabei verwendete er auch neue Materialien und Technologien.
Sein bekanntester Entwurf entstand 1959. Der sogenannte „Vertex-Stuhl“ besteht aus einem Glasfasermaterial, das von der Firma Vertex in Hradec Králové aus Glasfaser und Kunstharz hergestellt wurde. Der Schalensitz besitzt ein elliptisches Loch zwischen Rückenlehne und Sitzfläche. In den Folgejahren wurde der Stuhl in verschiedenen, Form- und Farbvarianten mit unterschiedlichen Untergestellen produziert. Auch eine Variante mit Armlehnen wurde von Navrátil entwickelt. Der Entwurf wurde ab 1964 von ČKD Tatra für die Bestuhlung des neu entwickelten Straßenbahnwagens Tatra T3 verwendet. Im Gegensatz zu den traditionell verwendeten Sitzen war damit eine erhebliche Gewichtsreduzierung möglich. Auch in den Nachfolgetypen des Herstellers wurden die Sitze je nach Kundenwunsch weiter eingebaut.
Für Miroslav Zikmund entwarf er eine Bibliothek für dessen Haus.
Navrátil erhielt für seine Entwürfe mehrfach Auszeichnungen. Auf der Expo 58 in Brüssel wurde ein „Vertex“-Entwurf von Navrátil ausgezeichnet, 1960 erhielt er den Preis der Jury auf der Mailänder Triennale für seinen Entwurf „TV Armchair“.